# NGC 4623
NGC 4623 este o galaxie eliptică situată în constelația Fecioara. A fost descoperită în 13 aprilie 1784 de către William Herschel. Se află la o distanță de 17,14 megaparseci de Pământ.